# Іон Кілару
Іон Кіла́ру (нар. 15 лютого 1937, с. Молниця, нині Герцаївський район — пом. 3 червня 1994, Чернівці) — румунський поет, журналіст та перекладач українського походження.

## Життєпис
Іон Кілару народився 15 лютого 1937 року в селі Молниця, нині Герцаївський район, у багатодітній сім'ї. Його батько був сліпим, мати, Кассандра, сама піклувалася про своїх дітей. Спочатку Іон Кілару навчався в рідному селі, а потім закінчив Горбівську середню школу. У 1954 року вступає до Чернівецького педагогічного інституту. Незабаром, у 1956 році, Інститут об'єднується з Чернівецьким державним університетом, і у 1960 році Іон Кілару закінчує факультет іноземних мов університету.
Іон Кілару працював директором Молницької школи у 1960—1962 роках. З 1963 року стає заступником головного редактора в обласній газеті «Радянська Буковина». У 1970—1994 роках Іон Кілару головний редактор обласної газети «Зориле Буковиней» («Зоря Буковини»), яка виходила 5 разів на тиждень румунською мовою. У 1979 році закінчив Вищу партійну школу при ЦК КПУ.
Помер Іон Кілару 3 червня 1994 року в Чернівцях. Похований на Центральному цвинтарі м. Чернівці.

## Творчість
Уся поезія Іон Кілару написана румунською мовою. У 1968 році видав першу збірку поезій «Визнання». Видав також такі збірки поезій: «Хліборобська слава» (1968), «Сповідь» (1969), «Батьківщина в мені», (1970), «Буковинські полудні» (1972), «Її величність Людина» (1973), «Проспект Жовтня» (1975), «Гарячі джерела» (1977), «Розмова з майбутнім» (1980), «Квіти визнання» (1983), «Пісня життя» (1985), «Древо братерства» (1987).
Іон Кілару переклав ряд поезій Юрія Федьковича, Михайла Ткача, Андрія М'ястківського та інших українських поетів румунською мовою.

## Членство у організаціях
Член Спілки письменників України.

## Вшанування пам'яті
У с. Молниця ім'ям Кілару названо бібліотеку, на якій 5 травня 2017 року відкрито меморіальну дошку на честь відомого земляка.
У Чернівцях є вулиця Іона Кілару.